# Liturgie svatého Jana Zlatoústého

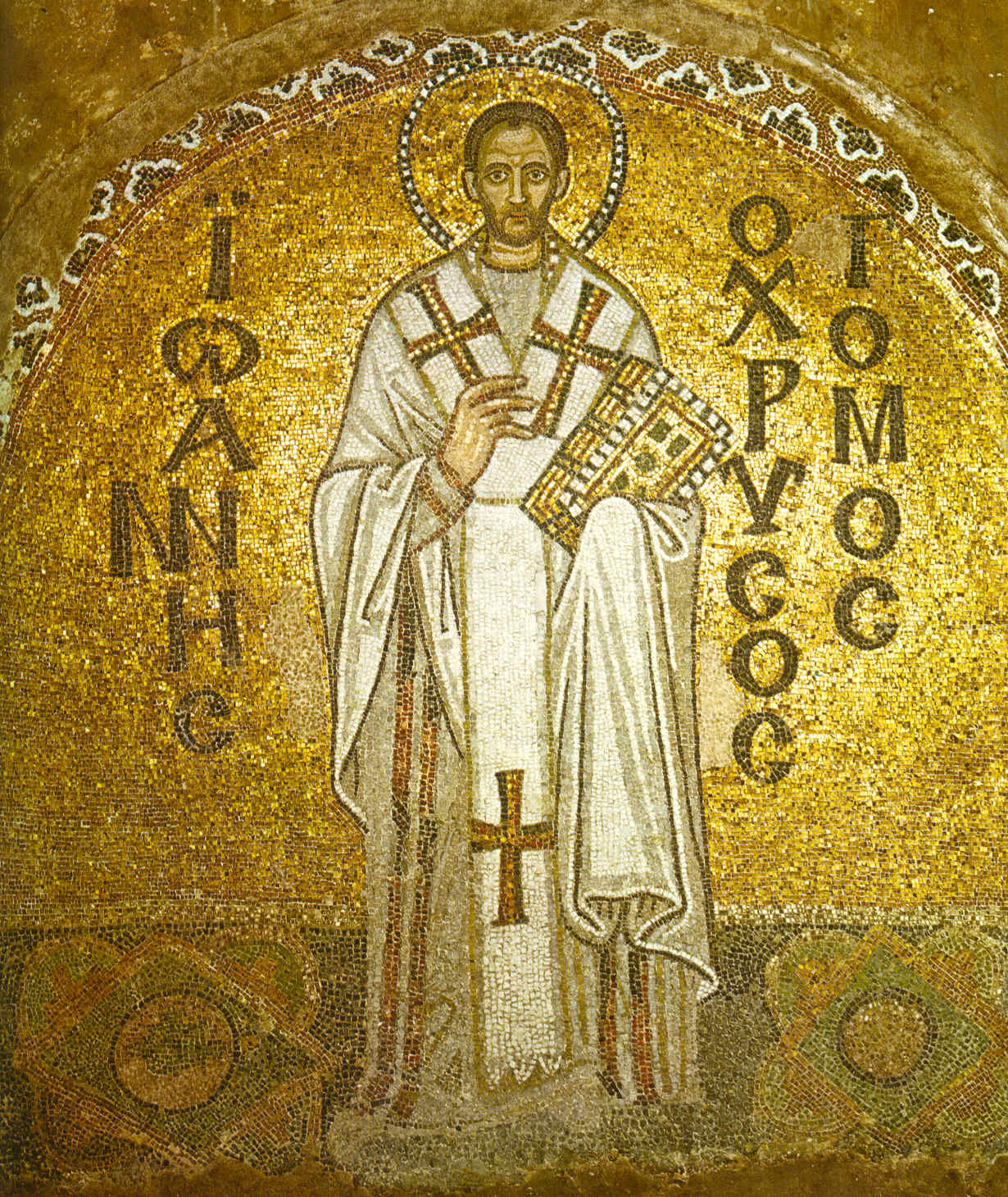
Svatý Jan Zlatoústý

Liturgie svatého Jana Zlatoústého je nejčastěji používaná forma božské liturgie v pravoslavné a řeckokatolické církvi. Je pojmenována podle arcibiskupa sv. Jana Zlatoústého, jemuž se připisuje anafora, ústřední text této liturgie. Lze říci, že je to hlavní bohoslužba byzantského obřadu.

## Charakteristika
Liturgie svatého Jana Zlatoústého se slouží jako dopolední eucharistická bohoslužba po většinu dní v roce, pokud typikon (bohoslužebný řád) nepřikazuje sloužit liturgii sv. Basila Velikého, nebo ve dny, kdy se eucharistie nekoná. Na svátek Zvěstování přesvaté Bohorodice (nepřipadne-li na sobotu či neděli) se liturgie sv. Jana Zlatoústého koná ve večerní podobě.

## Průběh liturgie
Liturgie svatého Jana Zlatoústého se skládá ze tří částí, pro potřeby kněze (či hierarchy sloužícího božskou liturgii) jsou uvedené v diataxi:

### 1. Liturgie přípravná (Proskomidie)

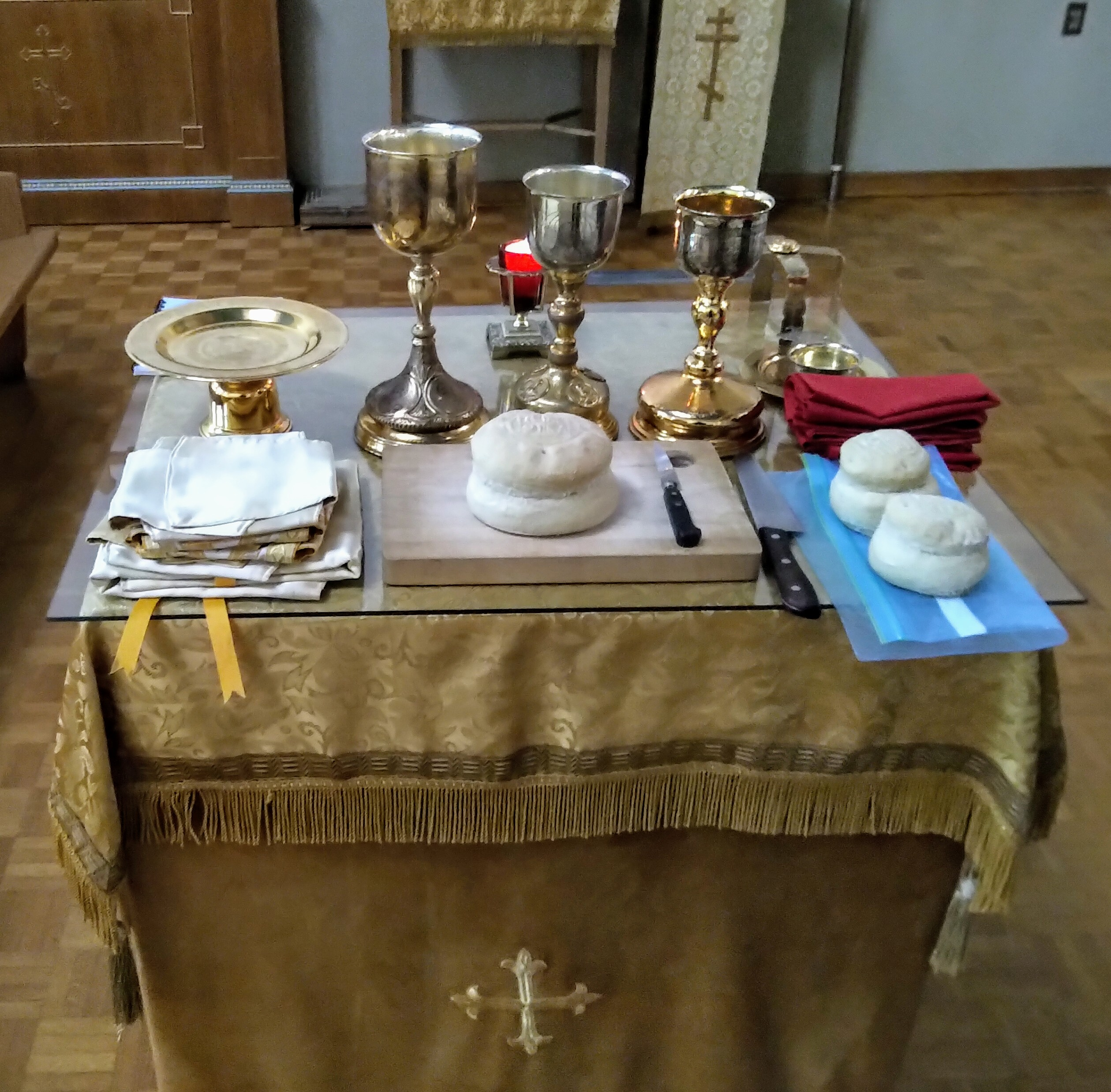
Žertvennik (prothesis) připraven k proskomidii

Příprava chleba a vína pro Eucharistii, které předcházejí vstupní modlitby a kterou koná kněz v tichosti za zavřeným ikonostasem v oltářní části chrámu na bočním posvátném stole nazývaném prothesis či žertvennik. Kněz vykrajuje z liturgického bochníčku kvašeného chleba, jemuž se říká prosfora
, část chleba zvanou beránek a klade jej na diskos (liturgický talířek na nožce) – při tom se modlí části Izaiášova proroctví o příchodu Krista – Mesiáše. Do kalicha vlévá červené víno a vodu a cituje při tom úryvek z Janova evangelia o probodnutí boku ukřižovaného Krista. Dále vyjímá z prosfor další částečky na památku svatých a pak další jako modlitbu za živé i zesnulé pravověrné křesťany. O duchovní významu tohoto modlitebního obřadu viz O síle modlitebních vzpomínek při proskomidii. V době proskomidie by se měl v chrámu číst obřad zvaný hodinky (часы) (před liturgií se čte 3. a 6. hodinka).

### 2. Liturgie katechumenů
Část bohoslužby, při které se čte úryvek z Písma svatého, který podle liturgického kalendáře na ten den připadá, po čemž může následovat kázání.
Tato část bohoslužby byla věnována výuce katechumenů (to jsou ti, kteří jsou v církvi vyučováni křesťanské víře a připravují se na křest; církevně slovansky se jim říká оглашены, což znamená „ti, co jsou oslovováni“, tj. je jim sdělováno slovo pravdy, učení Evangelia, církevní nauka).
- Těsně před začátkem konává diákon tzv. velké okuřování: poté, co kněz požehná kadidlo, okuřuje jím svatý prestol, oltářní část, ikonostas, kněze, věřící a chrám a všechny jeho ikony, svaté ostatky apod.
- Po počátečním zvolání kněze: „Blahoslaveno budiž království Otce i Syna i Svatého Ducha, nyní i vždycky až na věky věkův.“ následuje ektenie (delší či kratší řada krátkých proseb, které přednáší kněz nebo diákon a věřící odpovídají „Pane, smiluj se“ – v českých zemích je zvykem, že i při české bohoslužbě věřící zpívají staroslověnské „Hospodi, pomiluj“, v řecké liturgii „Kyrie, eleison“, popř. „Pane smiluj se“).
- Po ektenii následují tři antifony (zpívat je mají střídavě dva sbory „proti sobě“) (v neděli první ze žalmu „Dobrořeč, duše má, Hospodinu“; 2. antifona obsahuje císařem Justiniánem složený hymnus „Jednorozený Synu“ a 3. antifona se skládá z devatera Kristových blahoslavenství. Antifony jsou proloženy dvěma malými ekteniemi, které se v české liturgii zatím většinou vynechávají (z druhé malé ektenie zůstává jen závěrečný ohlas – zvolání – kněze).
- Kněz koná tzv. malý vchod, při němž nese slavnostně evangeliář.
- Poté se zpívají tropary a kondaky (krátké oslavné hymny na počest určitého svátku či světce nebo dne). (V české liturgii bývá většinou zpívání troparů a kondaků značně zkráceno; zpěv troparů je zredukován na jeden tropar, a kondaky se většinou nezpívají vůbec.)
- Následuje zpěv trojsvaté písně („Svatý Bože, svatý Silný, svatý Nesmrtelný, smiluj se nad námi“). Je to hymnus oslavující a vzývající Boží Trojici. (Jeho původ je ve zjevení dítěti vytrženému do nebe v době obléhání Konstantinopole; dítě po návratu na zemi vypovědělo, že tento hymnus slyšelo v nebi zpívat anděly; když začal být zpíván věřícími v obležené Konstantinopoli byla přesila nepřátel přemožena.)
- Pak je čten prokimen (předzpěv) – většinou verše ze žalmu.
- Žalmista čte úryvek z apoštolského listu.
- Zpívá se alleluja (má se prokládat dvěma verši, tzv. stíšky, ze žalmů).
- Kněz čte úryvek z Evangelia. Podle tradičního uspořádání liturgie právě po čtení Evangelia následují kázání (které patřilo k výuce katechumenů); v ruské praxi se přeneslo kázání na závěr liturgie, v řecké praxi se koná v průběhu přijímání duchovenstva v oltářní části za uzavřeným ikonostasem.
- Pak se koná vroucí ektenie (jmenuje se tak podle toho, že věřící na každou prosbu ektenie odpovídají trojím „Hospodi, pomiluj“).
- Není-li neděle, může následovat zádušní ektenie (prosby za zesnulé) ukončená velice starobylou modlitbou kněze za zesnulé.
- Ektenie za katechumeny. (Po této ektenii katechumeni kdysi museli opustit bohoslužebné shromáždění).
- Liturgie katechumenů končí dvěma malými ekteniemi s modlitbami za katechumeny a se provoláváním, aby katechumeni odešli pryč, a modlitbou za věrné. (V české liturgii se zatím stále ještě tato část většinou vynechává).

### 3. Liturgie věrných

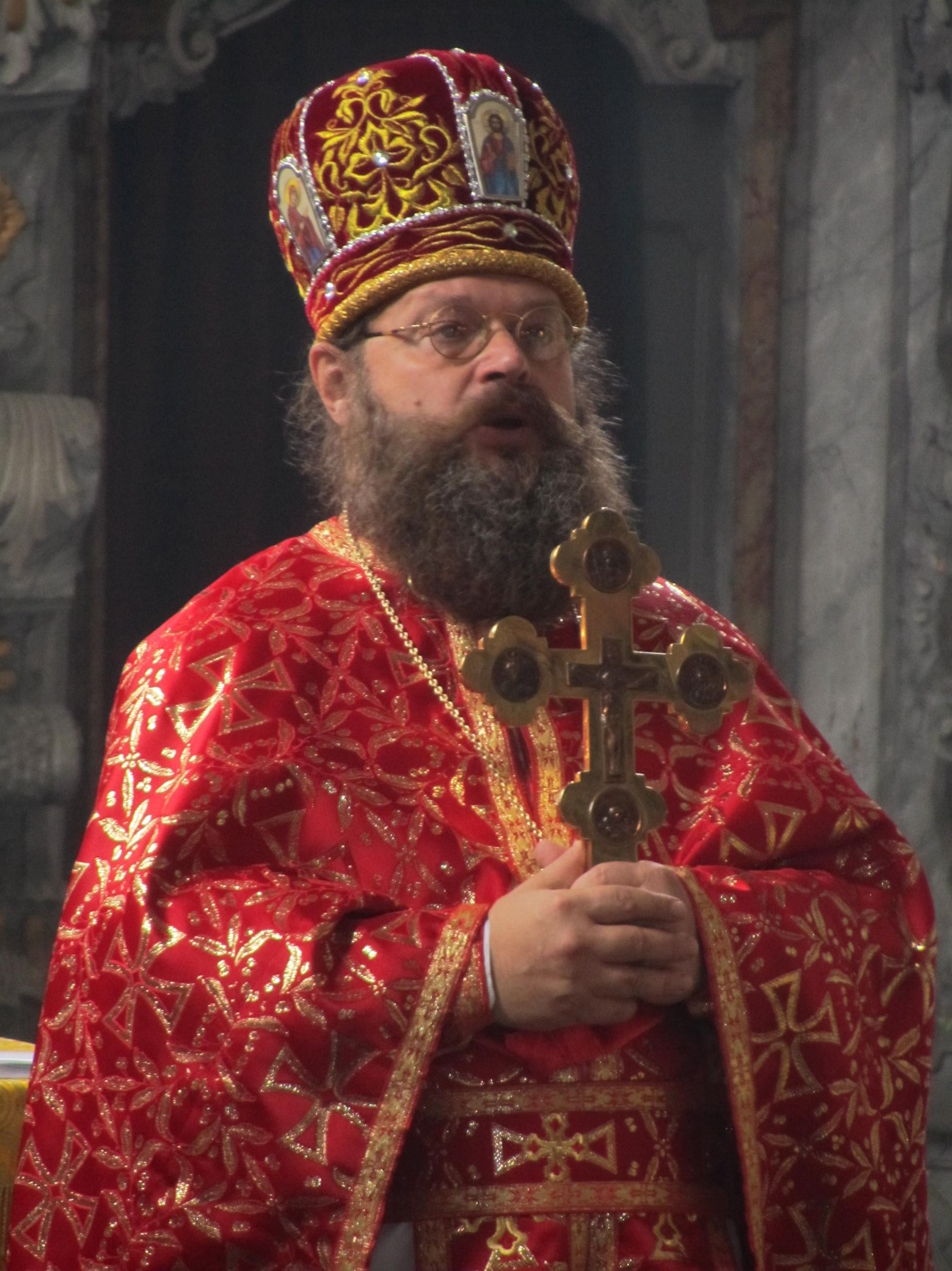
Archimandrita Marek s žehnacím křížem před závěrečným žehnajícím propouštěním

Část bohoslužby, jejímž obsahem je konání eucharistie.
Tato část se dříve konávala za uzamčenými dveřmi, bez katechumenů, v uzavřeném společenství věrných (to jsou pokřtění křesťané, kteří se nedopustili žádného hříchu, který by je vylučoval od eucharistie).
- Začíná zpěvem Cherubínské písně (Věřící zpívají: „Cherubíny tajemně představujíce a oživující Trojici trojsvatou píseň pějíce, všecky nyní světské odložme péče. Alleluja.“) Kněz při tom čte dlouhou modlitbu a diákon okuřuje svatý prestol, oltářní část, ikonostas, věřící a chrám.
- Pak se koná velký vchod. Při velkém vchodu sloužící duchovenstvo vychází průvodem z oltářní části bočními (severními) dveřmi ikonostasu do chrámové lodi (v řecké tradici kráčí přes celý chrám, v ruské tradici jen před ikonostasem) a po slavnostních modlitbách a požehnání věřícím vchází průvod duchovenstva hlavními středními dveřmi ikonostasu (tzv. svaté dveře nebo královská brána) zpět do oltáře. Při velkém vchodu přenášejí sloužící ctihodné dary (chléb na diskosu a víno v kalichu) ze žerveníku, přes chrám na svatý prestol. Před neseným chlebem a kalichem kráčí světlonoši se svícemi. Při tomto slavnostním průvodu se duchovenstvo modlí za církev – hlasitě vzpomínají jména biskupů, modlí se za veškeré duchovenstvo a služebnictvo církevní, za zakladatele chrámu, tamní církevní obec a za všechny pravoslavné křesťany; při tom duchovní žehnají přítomným věřícím. V symbolické rovině vykladu liturgie představuje velký vchod cestu Pána Ježíše s křížem na Golgotu, Jeho ukřižování, smrt a uložení do hrobu.
- Po druhé části Cherubínské písně následuje první prosebná ektenie („prosebná“ se jí říká proto, že v závěru každé přednášené prosby jsou místo „… k Hospodinu modleme se“ slova „… Hospodina prosme“, na která věřící místo „Hospodi, pomiluj“ odpovídají „Dejž, Pane“).
- Pak věřící recitují Nicejsko-cařihradské vyznání víry a pak již začíná
- eucharistický kánon, požehnání, děkovná modlitba, starozákonní hymnus, připomínky poslední večeře s biblickými slovy Kristovými, pozdvižení a vzývání Svatého Ducha, při čemž dochází k sestoupení Svatého Ducha a proměnění předložených darů – chleba a vína – na přečisté Tělo Kristovo a drahocennou Krev Kristovu. Po apoštolském požehnání a kněžském díkůčinění jsou vzpomínáni andělé opěvující v nebi Hospodina Boha na trůnu, zpívá se biblický hymnus „Svatý, svatý, svatý, jest Hospodin zástupů“ (Господь Саваоф) (Izaiáš VI,2-3), kněz pak připomíná poslední večeři Páně slovy: „Vezměte, jezte, toto jest tělo mé, kteréž za vás lámáno jest na odpuštění hříchů,“ pronášenými nad chlebem, a slovy: „Pijte z něho všichni, to jest krev má nové smlouvy (nového zákona), která se za vás a za mnohé vylévá na odpuštění hříchů,“ pronášenými nad kalichem (kněz při tom ukazuje pravicí na chléb a posléze na kalich s vínem, podle katolického učení v tuto chvíli dochází k proměnění na Tělo a Krev Kristovy); poté vykonává pozdvižení chleba a vína se slovy: „Tvoje z tvého tobě přinášíme pro všechno a za všechny“ (v českém liturgickém překladu: „… pro vše a za vše“) a tím se přichází k epiklesi – vzývání Svatého Ducha, aby sestoupil (a proměnil) předložené dary, kněz po prosbě za seslání Svatého Ducha žehná zvlášť chléb, zvlášť kalich a obojí najednou (podle pravoslavného učení dochází k proměnění až v tuto chvíli). (Řeckokatolíci zde vidí trinitární působení jednotlivých osob Nejsvětější Trojice při proměně svatých darů. Bůh Otec je před proměněním svatých darů hojně zmiňován, Bůh Syn se zpřítomňuje vlastními, konsekračními slovy ústy sloužícího kněze, a Duch svatý je ten, kdo je při proměnění spolučinný tak, jako při vtělení Páně. Je zde také zachován pořádek vycházení Ducha svatého z Otce, skrze Syna v Duchu svatém.)
- Následně jsou vzpomínáni svatí, poté zesnulí křesťané a pak biskupové a živí věřící.
- Druhá prosebná ektenie.
- Společná modlitba celého shromáždění: Otče náš.
- Požehnání – kněz uděluje pokoj.
- Svaté přijímání. Kněz v oltáři pozdvihuje proměněného Beránka s voláním: „Svaté svatým!“ Poté připravuje svaté Dary k přijímání. Nejprve přijímá duchovenstvo v oltářní části, věřící zatím zpívají duchovní písně nebo čtou modlitby před svatým přijímáním. Následně kněz vychází z oltáře svatými dveřmi a nese kalich, ve kterém jsou svaté Tajiny Těla a Krve Kristových, aby rozdílel přijímání věřícím.
- Po krátké děkovné ektenii
- kněz vychází z oltáře do chrámu, kde čte pod ambonem (místo, ze kterého se káže) zaambonovou modlitbu. (Někde čtou věřící žalm 33./34.)
- Po slavnostním požehnání kněz čte na ambonu závěrečné žehnající propuštění, při kterém vzývá Krista a přímluvy Matky Boží a svatých, kteří mají toho památku, kterým je zasvěcen chrámu a sv. Jana Zlatoústého a všech svatých.

Po liturgii následuje závěrečné čtení děkovných modliteb po svatém přijímání, které končí modlitebním vzýváním tohoto světce – troparem a kondakem sv. Janu Zlatoústému. (Tropar zní: Blahodať z úst tvých jako zář ohně se zaskvěvší, osvítila celý svět, poklady nezištnosti jemu nalezla, výsost pokory nám ukázala; avšak uče nás slovy svými, otče Jene Zlatoústý, pros Slovo, Krista Boha, aby spasil duše naše. Kondak sv. Janu Zlatoústému zní: S nebes přijal jsi blahodať Božskou a ústy svými učíš všecky klaněti se v Trojici jedinému Bohu, Jene Zlatoústý, nejblaženější, ctihodný, důstojně blahoslovíme tebe, neboť ty jsi vůdce, jenž zjevuje věci Božské.)